# ヴァルター・フンク
ヴァルター・エマヌエル・フンク（Walther Emanuel Funk, 1890年8月18日 - 1960年5月31日）は、ドイツ国の政治家。ヒトラー内閣の経済大臣。ライヒスバンク総裁。

## 経歴
ドイツ帝国東プロイセンのトラケーネン（現在のロシアカリーニングラード州ヤースナヤ・ポリャーナ）に生まれる。ベルリン大学・ライプツィヒ大学で法律、経済、哲学を学び、1916年に保守系経済紙「ベルリン株式新聞」(Berlin Börsenzeitung)に入社した。ビジネス部門の編集局長となった。1931年に国民社会主義ドイツ労働者党（ナチ党）に入党し、党首アドルフ・ヒトラーの経済顧問となった。大企業にも顔が利き、ナチ党と大企業の橋渡し役を務めた。
1933年1月30日にヒトラーが首相となると、政府首席報道官に任じられた。更に1933年3月2日付けで国民啓蒙・宣伝省次官に任じられた。1937年11月に既存の鉄鋼資本と結託して四カ年計画全権責任者ヘルマン・ゲーリングと対立を深めていた経済相のヒャルマル・シャハトが辞任する事となり、その後、ゲーリングが経済相となったが、1938年2月にはフンクが経済相(Reichswirtschaftsminister)となった。1939年1月にはライヒスバンク総裁に就任した。1939年8月には国防閣僚会議の委員に任じられた。1943年9月にはアルベルト・シュペーア軍需相の中央計画会議の委員となる。しかし、戦時経済の責任の大半はシュペーアにあり、フンクにはほとんど実権がなかった。
ドイツの敗戦後、ニュルンベルク裁判にかけられた。起訴第一事項「共同謀議」、起訴第二事項「平和に対する罪」、起訴第三事項「戦争犯罪」、起訴第四事項「人道に対する罪」と全ての起訴事項で起訴された。フンクは、自分がゲーリングの立てた四カ年計画を実施したに過ぎない事を主張した。しかし、シュペーアに次ぐ戦時経済計画の責任者と見なされ、起訴第二事項「平和に対する罪」で有罪となった。また、ライヒスバンク総裁として、虐殺したユダヤ人の貴金属や通貨を絶滅収容所から自分の銀行口座へ運ばせていたとされ、起訴第三事項「戦争犯罪」と起訴第四事項「人道に対する罪」でも有罪となった。第一起訴事項「共同謀議」については、無罪となった。量刑は終身禁錮刑だった。シュパンダウ刑務所へ送られたが、1957年5月16日に健康上の理由から釈放された。
1960年5月31日にデュッセルドルフで死去した。

## 人物
- 米軍の勾留記録によれば身長は168センチである[4]。
- ニュルンベルク刑務所付心理分析官グスタフ・ギルバート大尉が、開廷前に被告人全員に対して行ったウェクスラー・ベルビュー成人知能検査によると、フンクの知能指数は124で、全被告人中ではヴィルヘルム・フリックと並んで5番目に低かった[5]。
- フンクは生まれつき膀胱が弱く、ニュルンベルク裁判中でも開廷中にしばしば便所へ行かざるを得ず、警備兵から陰口を叩かれた[6]。